# Polichne huoniensis
Polichne huoniensis är en insektsart som beskrevs av Bolívar, I. 1902. Polichne huoniensis ingår i släktet Polichne och familjen vårtbitare. Inga underarter finns listade i Catalogue of Life.